# Formica smaragdina
Formica smaragdina é uma espécie de formiga do gênero Formica, pertencente à subfamília Formicinae.